# Paul Abadie père
Pour les articles homonymes, voir Paul Abadie (homonymie) et Abadie.
Paul Abadie père est un architecte français né à Bordeaux le 22 juillet 1783 et mort à Bordeaux le 24 décembre 1868, il est le père de l'architecte Paul Abadie.

## Biographie
Paul Abadie est né le 22 juillet 1783 à Bordeaux. Fils d'un entrepreneur de plâtrerie, il commença ses études d'architecture dans l'atelier de Bonfin, puis continua dans celui des architectes Charles Percier et Pierre Fontaine et a été formé à l'école des Beaux-Arts de Paris..
D'abord attaché comme inspecteur à la construction de l'escalier du Palais du Louvre exécuté par Percier et Fontaine, il continua au ministère des finances, rue de Rivoli. Il travailla ensuite avec l'architecte en chef des manufactures des tabacs, Bonnard.
C'est en 1818 que Paul Abadie vint s'installer à Angoulême comme architecte du département de la Charente. Il le reste jusqu'en 1853.
Il a été architecte de la ville d'Angoulême entre 1820 et 1840.
Il est décoré chevalier de la Légion d'honneur en 1836.
En 1849, il est rejoint par son fils quand celui-ci fut nommé architecte diocésain d'Angoulême, Périgueux et Cahors.
En 1853, Léonce Reynaud écrit dans le compte-rendu du personnel à son sujet :

« M. Abadie père, ancien architecte du département, remplit près de son fils, les fonctions d'inspecteur. Il y a sans doute quelque chose de regrettable dans cette situation anormale ; mais les sentiments du fils et l'excellent esprit qui les anime tous les deux ne permettent pas de s'en apercevoir dès qu'on se trouve avec eux. Il y a d'ailleurs tout avantage pour votre administration, car M. Abadie est un habile constructeur et même un fort bon architecte, quoique ses préférences le portent plutôt sur les formes à la mode au commencement de ce siècle que sur celles qui ont généralement cours aujourd'hui. C'est lui qui a donné les plans et dirigé les travaux du lycée d'Angoulême, lequel est assurément le plus convenable de tous les édifices du même genre que j'ai eu l'occasion de visiter. J'ajouterai que M. Abadie est un homme fort honorable qui se retire sans fortune faite, après avoir, dans sa longue carrière, fait exécuter des travaux importants. »

Confirmé dans ses fonctions en 1854, il démissionna de son poste en 1864.

## Principales œuvres

### À Angoulême
- Palais de justice, en 1828[1],
- Hôtel de la préfecture, près du rempart est, terminé en 1832[1],
- Portail néo-grec de l'église Saint-André, en 1825,
- Les abattoirs[1],
- Façade du Dépôt des minutes des notaires, installé dans le palais des comtes d'Angoulême,
- La prison[1],
- Le lycée Guez-de-Balzac, terminé par son fils,
- L'église Saint-Jacques de l'Houmeau, terminée en 1840,
- Agrandissements de l'Hôtel-Dieu entre 1826 et 1828.

### Hors d'Angoulême
- Sous-préfecture de Ruffec,
- Palais de justice de Ruffec,
- Les prisons de Ruffec et de Confolens,
- Hôtel-de-ville de Ruffec,
- Halles de Ruffec,
- Aménagement de l'hôtel Texier de la Peygerie en Sous-préfecture de Barbezieux (Charente), en 1825-1826,
- Temple protestant de Cognac, en 1841,
- Temple protestant de Jarnac, en 1820, sur les plans de François Nicolas Pineau (1746-1823),
- Usine à papier de Beauvais à La Couronne, en 1839.